# بریستول برکلی
بریستول برکلی (به انگلیسی: Bristol Berkeley) یک هواگرد ساختِ کارخانهٔ بریستول ایروپلین در کشور بریتانیا است . این هواگرد برای نخستین بار در ۵ مارس ۱۹۲۵ میلادی مورد استفاده قرار گرفت.